# The Night Riders (1920)
The Night Riders ist ein 1920 in Großbritannien gedrehter Western nach der Geschichte „Night Riders: A Romance of Western Canada“ von Ridgwell Cullum. Regie führte Alexander Butler.

## Handlung
John Tresler kommt im Nordwesten Kanadas an; die Gegend wird von den Night Riders beherrscht, deren Anführer der mysteriöse Red Mask ist. Tresler verliebt sich in Diana, die Tochter des blinden Ranchbesitzers Julian Marbolt; außerdem stellt er einen Trupp zusammen, um die Banditen zu jagen. Gleich beim ersten Aufeinandertreffen mit den Night Riders wird er schwer verwundet und von Diana wieder gesund gepflegt. Diese hat sich den Avancen von Jake Harnach, dem Vormann der Ranch, zu erwehren. Als er bei Marbolt um die Hand seiner Tochter anhält, wird erneut auf ihn geschossen. Er kann in der Verfolgung jedoch den Unterschlupf der Riders ausmachen und mit den Leuten seiner Truppe und der North Western Mounted Police dem Treiben der Bande ein Ende setzen. Anführer Red Mask fällt in einen Abgrund; er stellt sich als Marbolt heraus, der nur tagsüber blind war und nachts sehen konnte. Tresler kauft sich eine Ranch und heiratet Diana.

## Bemerkungen
Der Film wurde in den USA am 1. Juli 1922 veröffentlicht.
Der Film wird manchmal auch mit dem Erscheinungsjahr 1922 und als kanadische Produktion geführt.